# Bellyboard

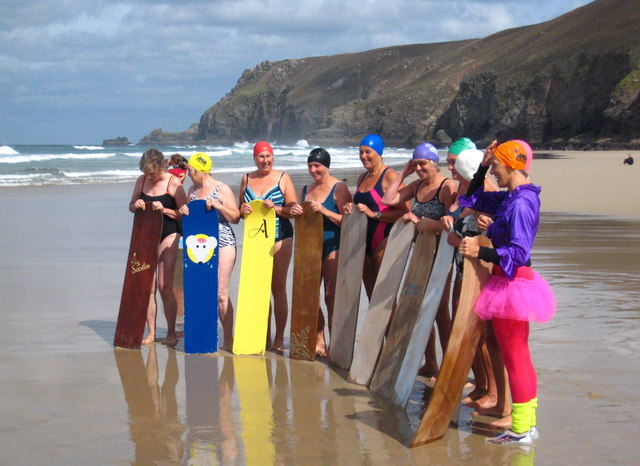
Pratiquants de bellyboard sur la cote anglaise des Cornouailles

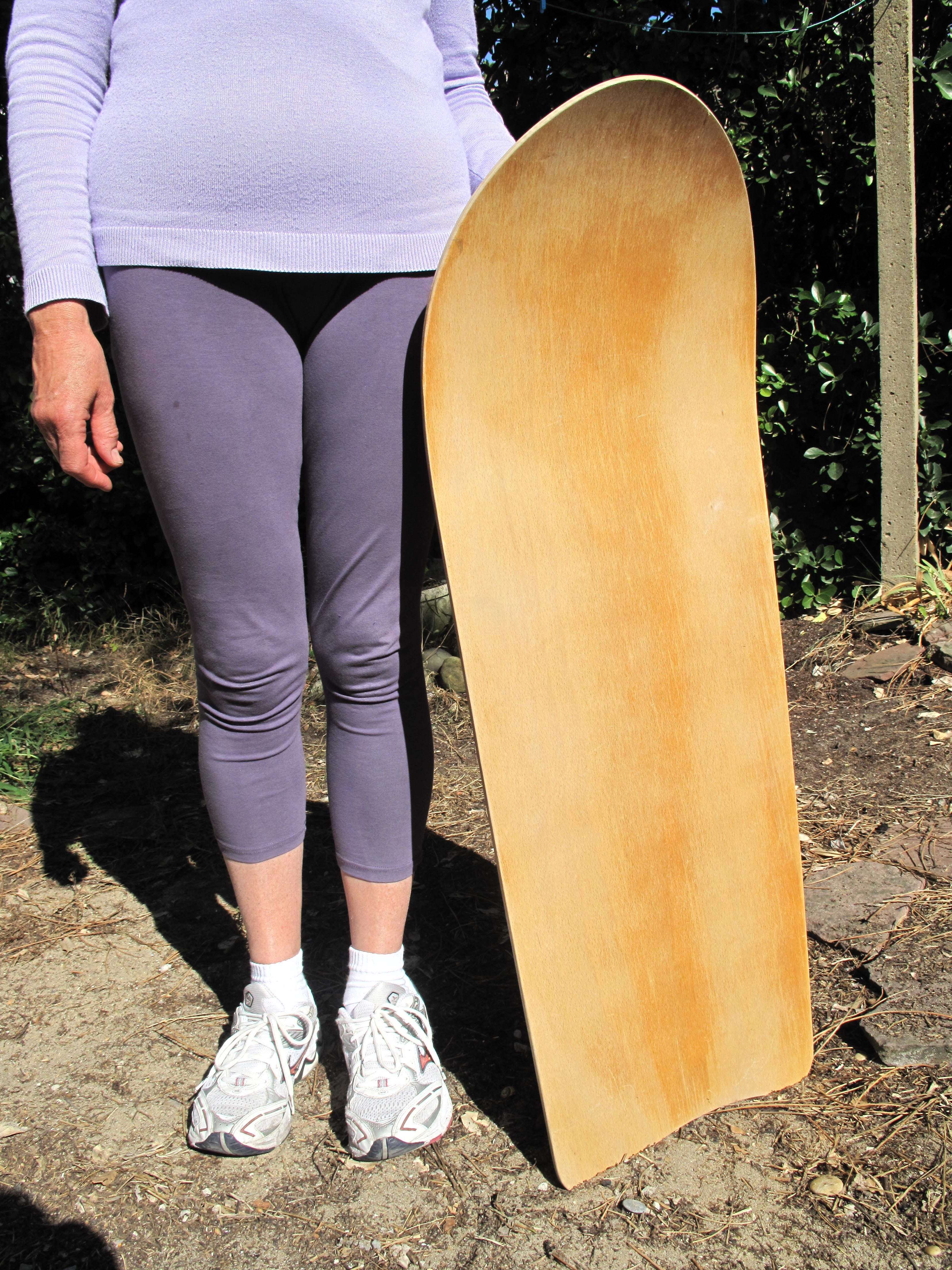
Planche de bellyboard datant des années 1970

Le bellyboard est un sport nautique de vagues proche du bodyboard se pratiquant sur une planche plus mince.

## Bref historique
Le bellyboard est la plus ancienne forme de surf à Hawaii ou en Polynésie . La planche suivait le design des anciennes planches hawaiennes Paipo (Paipo signifie planche courte). À Hawaii, on apprend l'art du surf allongé sur ces planches courtes. Avant de pratiquer le surf debout sur les planches longues appelées "alaia" .
Elles étaient taillées dans du bois d'Okoumé ou de Paulownia tomentosa .
Le bellyboard apparait au Royaume-Uni au début des années 1900, spécialement en Cornouailles et dans le Devon sur la Manche. Il a été introduit par de riches britanniques qui avaient voyagé à Hawaï et appris le surf. Ainsi que par des soldats de la Première Guerre Mondiale qui avaient rencontré des surfers dans les tranchées,. Le bellyboard se développe encore plus après la Seconde Guerre Mondiale, après le retour des soldats, ainsi que dans les années 1950 et 1960 .
Il décline avec le développement du bodyboard sur des planches en polystyrène boards ainsi que du surf pratiqué debout sur de plus grandes planches ,.
Le World Bellyboard Championships, qui se tient chaque année à Chapel Porth en Cornouailles essaie de faire revivre ce sport. La première session a eu lieu en 2002 avec 20 concurrents. Quelques années plus tard, il y avait 150 concurrents venus aussi d'Australie, des États-Unis et des Iles Vierges Britanniques .

## Matériau
Généralement, le bellyboard se pratique sur des planches de contreplaqué assez fines (1 cm) avec un nez relevé pour ne pas plonger dans la vague. Ils ne comportent pas de dérive. Ni de leash, car la planche est facile à manier et à garder en main.
L'utilisation de combinaison en caoutchouc n'est pas nécessaire , car le bois n'irrite pas la peau à l'inverse du polystyrène des bodyboards .
L'impulsion du départ se fait en utilisant des palmes ou bien si on a pied en s'élançant vers l'avant à l'arrivée de la vague.